# Ninoy Aquino International Airport

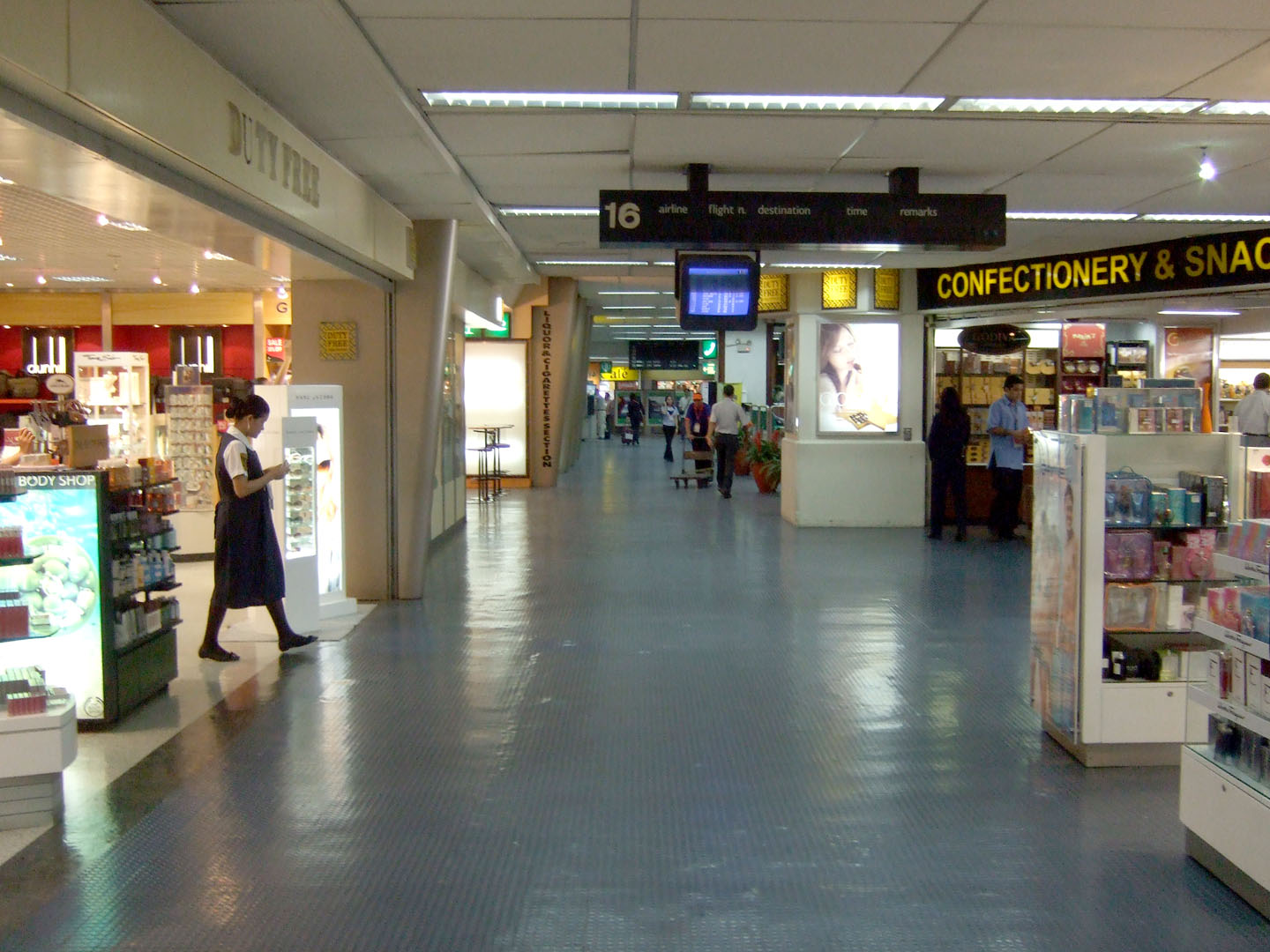
De belastingvrije winkels op de luchthaven

Het Ninoy Aquino International Airport of NAIA is het belangrijkste internationale vliegveld van de Filipijnen en ligt vlak bij de hoofdstad Manilla. De twee andere belangrijke vliegvelden van de Filipijnen zijn Diosdado Macapagal International Airport in Angeles en Mactan-Cebu International Airport bij Cebu City.
De luchthaven ligt op de grens tussen Pasay City en Parañaque City in Metro Manilla op zeven kilometer ten zuiden van Manilla ten zuidwesten van Makati City.
Het vliegveld wordt bestuurd door de Manila International Airport Authority (MIAA), een onderdeel van het Filipijnse Ministerie van Transport en Communicatie (DOTC).